# リサ・フランケンシュタイン
『リサ・フランケンシュタイン（原題）』（原題：Lisa Frankenstein）は、2024年公開のアメリカ合衆国のホラー・コメディ映画。フランケンシュタインをモチーフにしている。ロビン・ウィリアムズの娘で女優のゼルダ・ウィリアムズの初の長編映画監督作品。

## あらすじ
地味な彼氏のいない女子高生リサはある激しい雷雨の日、ひょんなことからヴィクトリア時代のハンサムな男性の死体を蘇らせ、彼を理想の男性に生まれ変わらせようと奮闘する。

## キャスト
※括弧内は日本語吹替。
- リサ：キャスリン・ニュートン（島田愛野）
- タフィー：リザ・ソベラーノ（松井暁波）
- ジャネット：カーラ・グギノ（うえだ星子）
- デイル：ジョー・クレスト（赤城進）
- クリーチャー：コール・スプラウス（野田てつろう）
- マイケル：ヘンリー・エイケンベリー（西健亮）
- タマラ：ジョーイ・ブリー・ハリス（東内マリ子）
- ダグ：ブライス・ロメロ（前田雄）
- ロリ：ジェナ・デイヴィス（藤田曜子）
- トリシア：トリナ・ラファーグ（風間万裕子）
- ミスティ：パオラ・アンディノ（二階堂結）
- ウェイン：チャーリー・タルバート（岡哲也）
- バックリー校長：ドナ・デュプランティアー（今泉葉子）
- ジョン警官：ウォーカー・バビントン（佐久間元輝）
- ウォーターズ警官：シルヴィア・グレース・クリム（大南友希）
- ヴィンス：ジョシュア・モンテス（丹羽正人）
- ハーヴェイ：リッチー・モンゴメリー（峰健一）
- テッパー：ジョニー・バランス（孫﨑純）
- リポーター(1)：アシュトン・リー（田中那実）
- 日本語版制作スタッフ 演出：小野ショーン、翻訳：太田てるみ、録音・調整：須佐文／我妻隼、制作：IMAGICAエンタテインメントメディアサービス